# الفتاة صاحبة الإبرة
الفتاة صاحبة الإبرة (بالدنماركية: Pigen med nålen)‏ هو فيلم رعب نفسي تاريخي من إخراج ماغنوس فون هورن، وسيناريو فون هورن ولاين لانغيبك. وبطولة فيك كارمن سون، تدور أحداث الفيلم في عام 1919 في الدنمارك. والفيلم مستوحى بشكل فضفاض من القصة الحقيقية للقاتلة المتسلسلة الدنماركية داغمار أوفربي.
اختير الفيلم للتنافس على جائزة السعفة الذهبية في مهرجان كان السينمائي السابع والسبعين، حيث عُرض لأول مرة في 15 مايو 2024 وحظي بإشادة النقاد. تم اختياره كأحد أفضل خمسة أفلام دولية لعام 2024 من قبل المجلس الوطني للمراجعة. ورشح لأفضل فيلم بلغة أجنبية في حفل توزيع جوائز الغولدن غلوب الثاني والثمانون ولأفضل فيلم روائي دولي في حفل توزيع جوائز الأوسكار السابع والتسعين.

## القصة
في عام 1919، طُردت كارولين من شقتها وأُجبرت على الانتقال إلى ظروف بائسة. لم تتمكن من التقدم بطلب للحصول على تعويض الأرملة لأن زوجها بيتر مفقود منذ مغادرته للقتال في الحرب، لم يُعلن رسميًا عن وفاته. تعمل كارولين كخياطة وتبدأ علاقة رومانسية مع رئيسها يوركن. تصبح كارولين حاملاً ويخطط يوركن للزواج منها. ولكن والدة يوركن، وهي امرأة ثرية لا توافق على كارولين. وتمنع الزواج منها رغم كونها حامل. مما ينهي علاقتهما ويتم طردها من وظيفتها كخياطة. يعود الزوج بيتر من الحرب مرتديًا قناعًا لإخفاء وجهه المشوه. تحاول كارولين إجراء عملية إجهاض لنفسها بإبرة، لكن امرأة تدعى داغمار وابنتها إيرينا أوقفتها. وتطلب منها إحضار الطفل إلى متجرها للحلويات بمجرد ولادته. تحضر كارولين الطفل بعد الولادة، حيث تعلم أن داغمار تأخذ الأطفال من الأمهات وتعطيهم لأسر حاضنة. تعود كارولين إلى متجر الحلويات، غير قادرة على دفع بقية المال ولكنها تريد العمل لدى داغمار. وبما أن كارولين لا تزال مرضعة، توافق داغمار على مضض على السماح لها بأن تكون مرضعة للأطفال الذين يتم إحضارهم إلى متجر الحلويات. تبدأ كارولين في العيش في المتجر وتستقر في النهاية في حياتها الجديدة، وتصادق إيرينا وترضعها، تلاحظ كارولين أن داغمار مراوغة وغامضة بشأن المكان الذي يذهب إليه الأطفال. في إحدى الأيام، تستيقظ كارولين لترى داغمار تحمل طفلة بعيدًا في عربة أطفال. تشك كارولين في الأمر، فتتبعها وتصاب بالرعب عندما تكتشف حقيقة داغمار.

## الممثلون
- فيك كارمن سون، في دور كارولين.
- ترين ديرهولم، في دور داغمار.
- بشير زكري، في دور بيتر.
- يواكيم فيلستروب، في دور يورغن.
- تيسا هودر، في دور فريدا.
- أفو نوكس مارتن، في دور إيرينا.
- أندرس هوف، في دور القاضي.
- أري ألكسندر، في دور سفيندسن.

## الجوائز والترشيحات
| قائمة الجوائز والترشيحات         | قائمة الجوائز والترشيحات                      | قائمة الجوائز والترشيحات                                                       | قائمة الجوائز والترشيحات | قائمة الجوائز والترشيحات |
| الجائزة                          | الفئة                                         | المستلم                                                                        | النتيجة                  | م.                       |
| -------------------------------- | --------------------------------------------- | ------------------------------------------------------------------------------ | ------------------------ | ------------------------ |
| جوائز الاوسكار                   | أفضل فيلم بلغة أجنبية                         | الدنمارك                                                                       | رُشِّح                      | [ 3 ]                    |
| مهرجان كان السينمائي             | السعفة الذهبية                                | ماغنوس فون هورن                                                                | رُشِّح                      | [ 4 ]                    |
| كاميرا إميجي                     | الضفدع الذهبي                                 | ميخال ديميك                                                                    | فوز                      | [ 5 ] [ 6 ]              |
| جوائز الأفلام الأوروبية          | الممثلة الاوروبية                             | ترين ديرهولم                                                                   | رُشِّح                      | [ 7 ] [ 8 ]              |
| جوائز الأفلام الأوروبية          | الممثلة الاوروبية                             | فيك كارمن سون                                                                  | رُشِّح                      | [ 7 ] [ 8 ]              |
| جوائز الأفلام الأوروبية          | كاتب السيناريو الأوروبي                       | ماغنوس فون هورن و لاين لانغبيك                                                 | رُشِّح                      | [ 7 ] [ 8 ]              |
| جوائز الأفلام الأوروبية          | تصميم الإنتاج الأوروبي                        | جاغنا دوبسز                                                                    | فوز                      | [ 9 ] [ 10 ]             |
| جوائز الأفلام الأوروبية          | الموسيقى التصويرية الأصلية الأوروبية          | فريدريك هوفماير                                                                | فوز                      | [ 9 ] [ 10 ]             |
| جوائز الغولدن غلوب               | أفضل فيلم بلغة أجنبية                         | الفتاة صاحبة الإبرة                                                            | رُشِّح                      | [ 11 ]                   |
| جوائز غولدن ريل                  | إنجاز بارز في تحرير الصوت لفيلم روائي دولي    | مورتن بيلجارد، أوسكار سكريفر كريستيان رود دالسجارد باتريك غيزلان، جوليان نودين | رُشِّح                      | [ 12 ]                   |
| مهرجان غوتنبرغ السينمائي         | جائزة فيبرشي                                  | الفتاة صاحبة الإبرة                                                            | فوز                      | [ 13 ]                   |
| مهرجان جدينيا السينمائي          | مهرجانات ومراجعات الأفلام البولندية في الخارج | ماغنوس فون هورن                                                                | فوز                      | [ 14 ]                   |
| مهرجان جدينيا السينمائي          | جائزة لجنة التحكيم الشابة                     | ماغنوس فون هورن                                                                | فوز                      | [ 14 ]                   |
| مهرجان جدينيا السينمائي          | جائزة شبكة دور السينما الفنية                 | ماغنوس فون هورن                                                                | فوز                      | [ 14 ]                   |
| مهرجان جدينيا السينمائي          | جائزة الصحفيين                                | ماغنوس فون هورن                                                                | فوز                      | [ 14 ]                   |
| مهرجان جدينيا السينمائي          | جائزة أفضل اختيار                             | تانيا كرونوالد                                                                 | فوز                      | [ 14 ]                   |
| مهرجان جدينيا السينمائي          | الأسود الفضية                                 | الفتاة صاحبة الإبرة                                                            | فوز                      | [ 15 ]                   |
| مهرجان جدينيا السينمائي          | أفضل ممثلة في دور مساعد                       | ترين ديرهولم                                                                   | فوز                      | [ 15 ]                   |
| مهرجان جدينيا السينمائي          | أفضل تصوير سينمائي                            | ميخال ديميك                                                                    | فوز                      | [ 15 ]                   |
| مهرجان جدينيا السينمائي          | افضل موسيقى                                   | فريدريك هوفماير                                                                | فوز                      | [ 15 ]                   |
| مهرجان جدينيا السينمائي          | أفضل اخراج فني                                | جاغنا دوبسز                                                                    | فوز                      | [ 15 ]                   |
| مهرجان جدينيا السينمائي          | أفضل تصميم للأزياء                            | مالوجورزاتا فودالا                                                             | فوز                      | [ 15 ]                   |
| المجلس الوطني للمراجعة           | أفضل خمسة أفلام عالمية                        | الفتاة صاحبة الإبرة                                                            | فوز                      | [ 16 ]                   |
| جمعية نقاد السينما في سان دييغو  | أفضل فيلم بلغة أجنبية                         | الفتاة صاحبة الإبرة                                                            | رُشِّح                      | [ 17 ]                   |
| مهرجان إشبيلية للسينما الأوروبية | أفضل اخراج                                    | ماغنوس فون هورن                                                                | فوز                      | [ 18 ]                   |
| مهرجان إشبيلية للسينما الأوروبية | افضل ممثلة                                    | ترين ديرهولم                                                                   | فوز                      | [ 18 ]                   |
| مهرجان إشبيلية للسينما الأوروبية | أفضل تصوير سينمائي                            | ميخال ديميك                                                                    | فوز                      | [ 18 ]                   |
| مهرجان إشبيلية للسينما الأوروبية | أفضل اخراج فني                                | جاغنا دوبسز                                                                    | فوز                      | [ 18 ]                   |

## روابط خارجية
- الفتاة صاحبة الإبرة على موقع IMDb (الإنجليزية)
- الفتاة صاحبة الإبرة على موقع ميتاكريتيك (الإنجليزية)
- الفتاة صاحبة الإبرة على موقع روتن توميتوز (الإنجليزية)
- الفتاة صاحبة الإبرة على موقع ألو سيني (الفرنسية)
- الفتاة صاحبة الإبرة على موقع أول موفي (الإنجليزية)
- الفتاة صاحبة الإبرة على موقع فيلمافينيتي (الإسبانية)
- الفتاة صاحبة الإبرة على موقع قاعدة بيانات الأفلام السويدية (السويدية)
- الفتاة صاحبة الإبرة على موقع قاعدة بيانات الفيلم (الإنجليزية)
- الفتاة صاحبة الإبرة على موقع ليتربوكسد (الإنجليزية)
- الفتاة صاحبة الإبرة على موقع كينوبويسك (الروسية)